# Guillecrinidae
Famille
Les Guillecrinidae sont une famille de Crinoïdes (Echinodermes) de l'ordre des Comatulida.

## Systématique
La famille des Guillecrinidae a été créée en 1998 par les biologistes russes spécialistes des échinodermes Alexandr Nikolaevich Mironov (d) et Olga Artemievna Sorokina (d).

## Liste des genres
- genre Guillecrinus Roux, 1985
  - Guillecrinus reunionensis Roux, 1985
  - Guillecrinus neocaledonicus Bourseau et al., 1991
- genre Vityazicrinus Mironov & Sorokina, 1998
  - Vityazicrinus petrachenkoi Mironov & Sorokina, 1998